# Atlantentunneln
Atlantentunneln är en teoretisk transatlantisk järnvägstunnel mellan Europa och Nordamerika, föreslagen av ingenjörerna bakom tunneln under Engelska kanalen. Om den byggs, kommer antingen tunneln sträcka sig 5000 km från New York i USA till Storbritannien direkt, eller sträcka sig via Newfoundland, Grönland, Island och Shetlandsöarna till Storbritannien och Norge. Den kommer inte att ligga under havsbotten, som är vanligt för undervattenstunnlar, men är tänkt som ett vakuumrör som kommer flyta ca. 50 meter under havsytan. 
Tunneln kommer att trafikeras av Maglevtåg som kan röra sig i hastigheter intill 8000 km/t, och turen under Atlanten kommer att ta ca en timme. På maxfart kommer tågen röra sig snabbare än en kula avfyrad av en pistol. Tågen kommer att kunna nå dessa hastigheter på grund av maglevteknologin, som eliminerar friktion, och att rören tåget går igenom är helt vakuum, något som tar bort allt luftmotstånd.
För att kunna skapa ett sådant rör måste 54000 förhandslagda sektioner sammankopplas under vatten, så tätt att röret blir både vatten- och vakuumtät. Utsidan av röret måste vara av rostfritt stål. Därefter måste var sektion ankras upp så att de ligger 150 meter under havsytan, som är en idealisk höjd både för att undgå båttrafik och för att få minsta möjliga tryck. 100000 sådana ankare kommer att vara nödvändiga. På insidan av tunneln kommer det att gå tre spår: ett för trafik mot USA, ett för trafik mot England och ett nödspår. Tågen kommer ej ha kontakt med spåren, men sväva över dem med hjälp av magnetisk levitation. Stora vakuumpumpar måste också monteras så att det blir ett stabilt vakuum i rören. Ett annat problem ingenjörerna måste ta hänsyn till om en sådan järnväg ska byggas är G-krafterna. Tåget kommer att behöva accelerera till mittpunkten och sedan retardera med en begränsad men dock kännbar G-kraft. En lösning på detta problem är att var passagerare placeras på roterande säten.
Transatlantiska tunnlar förekommer i vissa science fiction-berättelser, ett tidigt exempel är Michel Vernes Un Express de l'avenir

### Fotnoter
1. ↑  Michel Verne (1 november 1895). ”An Express of the Future”. The Strand Magazine. Arkiverad från originalet den 3 mars 2016. https://web.archive.org/web/20160303222240/http://homepage.ntlworld.com/forgottenfutures/express/express.htm. Läst 9 september 2015.